# Dichromate

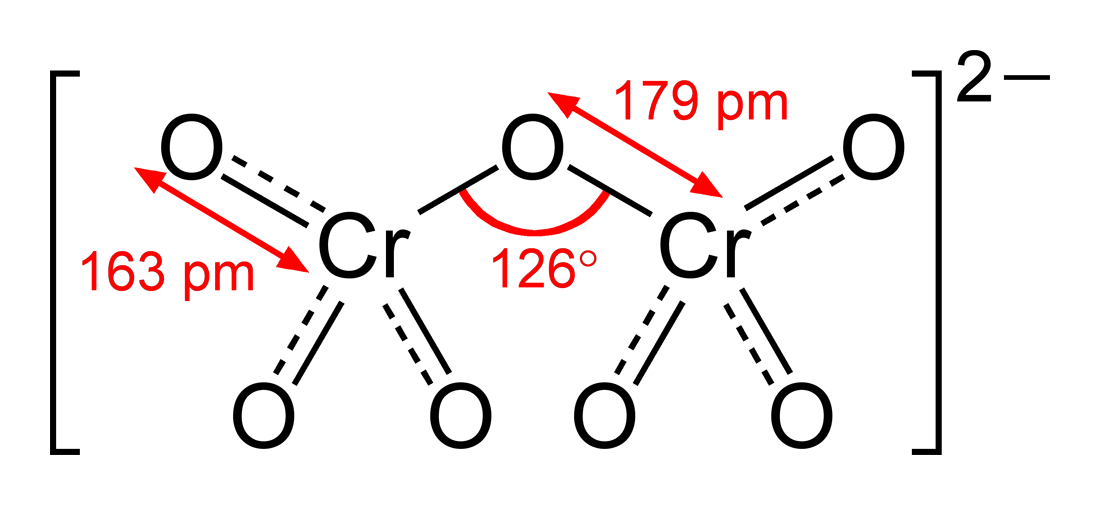
Représentation en 2D de l'ion dichromate.

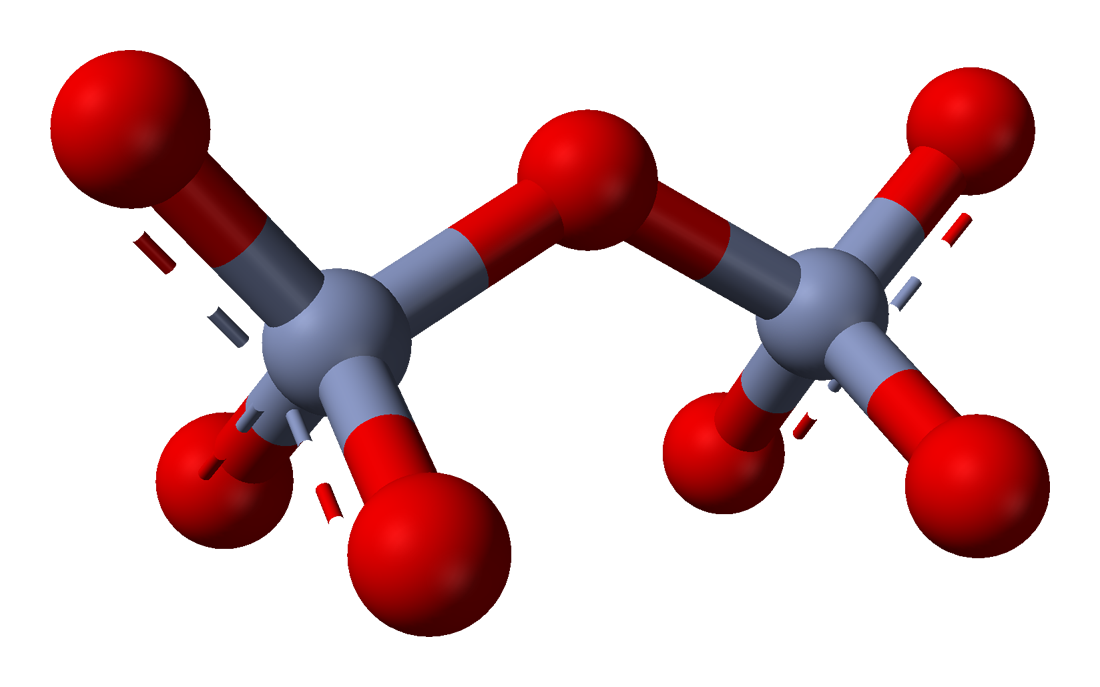
Représentation en 3D de l'ion dichromate.

L'ion dichromate (Cr2O72−) est un puissant agent oxydant.
Il est toxique par simple contact ou inhalation. Il peut engendrer des cancers en particulier. Son utilisation est interdite dans les établissements scolaires de premier et second degré en France.
Il sert entre autres à déceler la présence d'alcool (éthanol),  dans certains éthylotests, car de couleur jaune il passe au vert caractéristique des ions chrome Cr3+. Du point de vue chimique, une réaction d'oxydoréduction s'effectue entre l'éthanol C2H5OH et l'ion dichromate Cr2O72− :
3 CH3CH2OH + 2 Cr2O72− + 16 H+ → 3 CH3COOH + 4 Cr3+ + 11 H2O.
Le même type de tubes réactifs a été utilisé dans les mines de charbon pour détecter le monoxyde de carbone à l'origine des coups de grisou. Comme dans le cas de l'éthanol on met en évidence les caractéristiques réductrices du monoxyde de carbone.